# Битка код Херонеје (86. п. н. е.)
Битка код Херонеје одиграла се 86. године п. н. е. за време Митридатских ратова између римске војске Корнелија Суле и војске Понтске краљевине под командом Архелаја. Битка је завршена победом Римљана.
Римљани су имали 40.000 војника; грчки и римски писци придају Архелају знатну надмоћност. Најумеренији пише да је Архелај имао троструко већу армију. Била је то упорна битка, па није вероватно да су Римљани, како каже њихова традиција, изгубили свега 12 људи.